# Stadion Varteks
Stadion Varteks u Varaždinu, na kojem nastupa NK Varaždin, nalazi se nasuprot tvornice "Varteks" u Zagrebačkoj ulici na izlazu iz Varaždina prema Zagrebu. 
Iako se postavljalo pitanje imena "Stadion Anđelko Herjavec" kao uspomena poslije smrti u prometnoj nesreći bivšem predsjedniku NK Varteks Anđelku Herjavcu, pod čijim je vodstvom klub proveo najbolje dane, nikada nije službeno preimenovan i danas nosi naziv "Stadion Varteks", s obzirom na to da je izgrađen pored tvornice Varteks te su ga dijelom izgradili upravo njeni radnici.

## Vanjske poveznice
- StadiumDB.com: Stadion Varteks (engl.)